# Klarenaltar

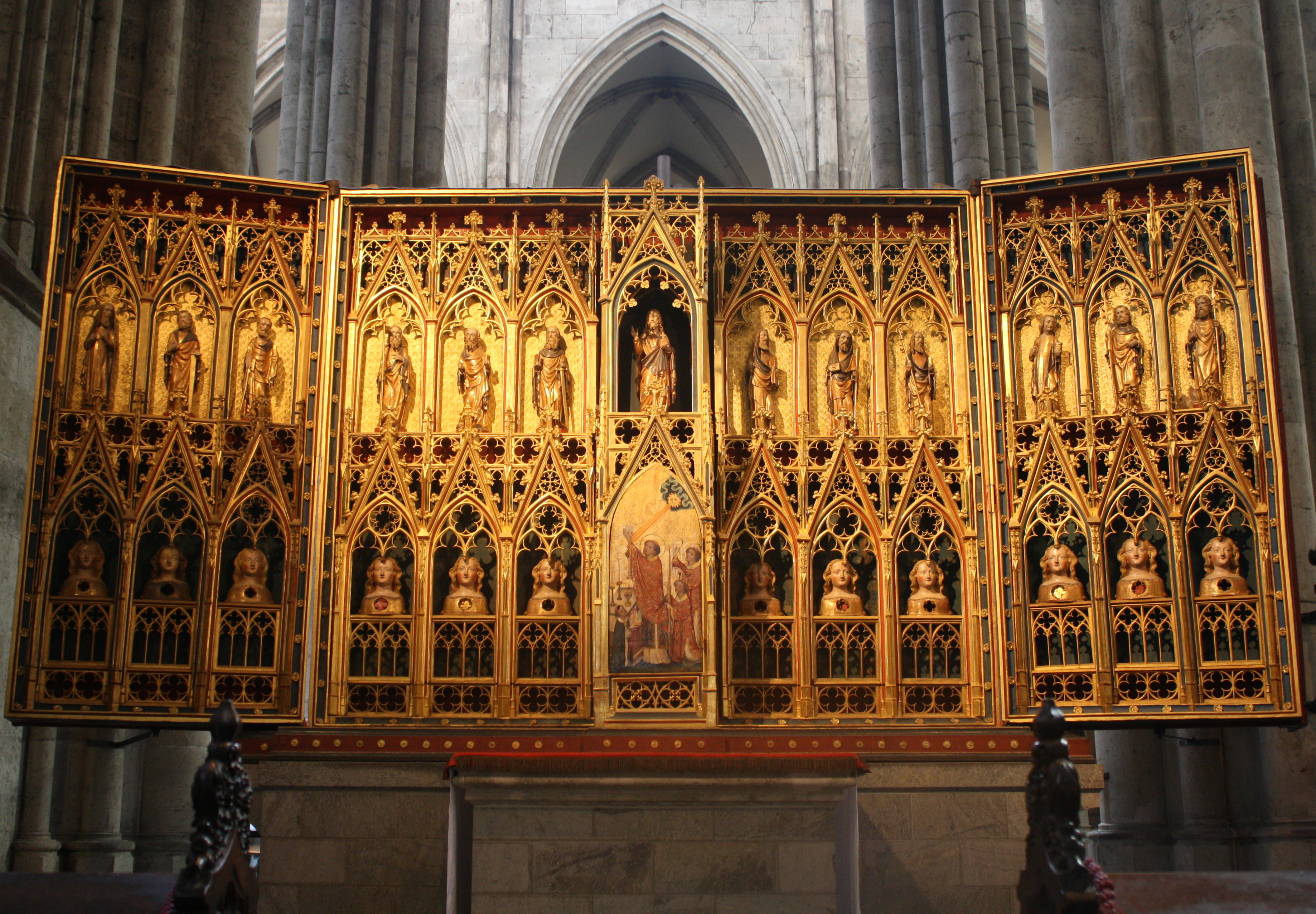
In prächtigster Öffnung: Zwölf Apostel und zwölf Reliquien der Hochfestseite

Der Klarenaltar oder Clarenaltar ist ein sechs Meter breiter gotischer Flügelaltar, der um 1350 in Köln geschaffen wurde. Er stand ursprünglich in St. Clara, der Kirche des 1802 säkularisierten Kölner Klarissenklosters, und befindet sich seit 1809 im Kölner Dom. Heute gilt er als „Altar der Superlative.“

## Geschichte

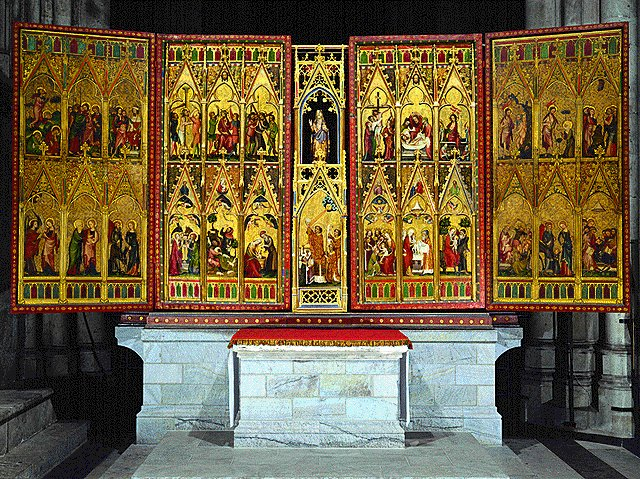
Leben Jesu: Festtagsseite mit 24 Szenen aus der Jugend und der Passion

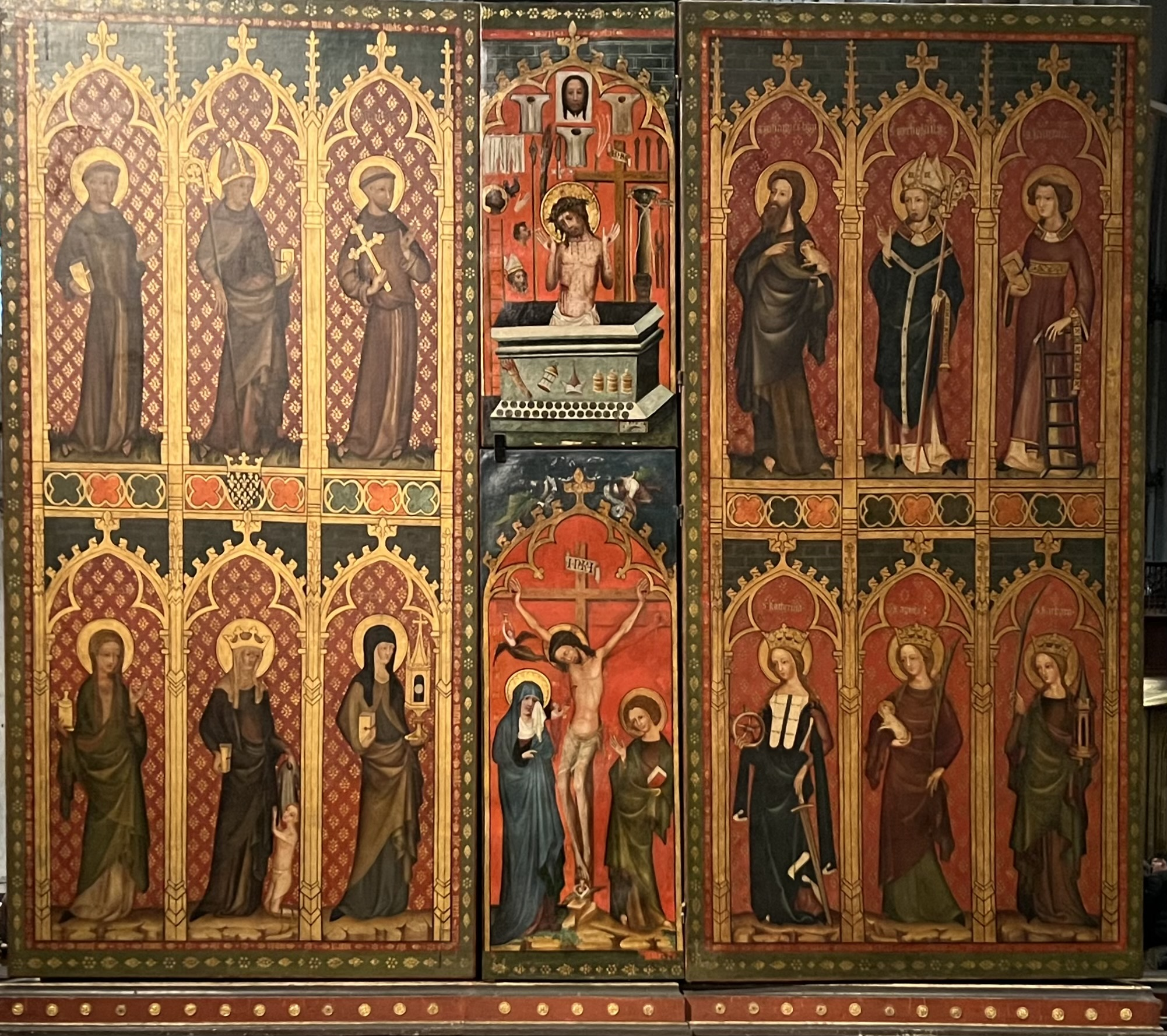
Geschlossener Altar

Der Klarenaltar wurde für die 1347 geweihte Kirche St. Clara des Klarissenklosters gestiftet. Als Stifterinnen gelten Isabella und Philippa, die Töchter des Grafen Rainald I. von Geldern. Das Kloster selbst wurde zwischen 1297 und 1304 gegründet. Es war für Töchter der wohlhabenden Kölner Kaufleute sowie des regionalen Adels gedacht und gilt als eines der vermögendsten Frauenklöster im mittelalterlichen Köln. Das Klarissenkloster war bekannt für seine spirituelle Rolle, aber auch für seine Handschriften, deren schönste um 1350 vor Ort von Schwester Loppa vom Spiegel illuminiert wurden.
Der Altar, der mit einer Breite von über sechs Metern zu den größten Kölner Altarwerken des 14. Jahrhunderts gehört, stand in St. Clara vermutlich auf der Nonnenempore. Da die Nonnen zudem die Erlaubnis hatten, die konsekrierten Hostien selbst aufzubewahren, wurde als außergewöhnliche Lösung der Tabernakel im Altar fest eingebaut. Um das Jahr 1400 wurde der Altar aus nicht bekannten Gründen vollständig übermalt. Möglicherweise sollte eine Beeinträchtigung durch Kerzenrauch beseitigt werden; größere Schäden lagen nicht vor. Die neue farbliche Fassung folgte in Komposition und Ikonographie den ursprünglichen Malereien.
Nach dem Einmarsch der Franzosen wurde das Kloster 1802 säkularisiert und die Kirche St. Clara zwei Jahre später abgetragen. Der Altar konnte von den Brüdern Boisserée gerettet werden und durch Vermittlung von Ferdinand Franz Wallraf und Sulpiz Boisserée 1811 in der Johanneskapelle im Dom aufgestellt werden. In den folgenden Jahrzehnten wurde der Altar mehrfach restauriert. 1820 sowie 1834 bis 1837 wurde der Schreinkasten instand gesetzt. Zwischen 1859 und 1865 ergänzte der Bildhauer Christophe Stephan die fehlenden Skulpturen und sein Sohn Michael restaurierte auch die Farbfassung.
Dem Klarenaltar wurde eine neue Bedeutung gegeben, als er 1908 anstelle des barocken Altaraufbaus einen Platz hinter dem Hochaltar im Domchor erhielt. Die dazu in den Jahren 1907 bis 1909 durchgeführte große Restaurierung bedeutete allerdings einen tiefen Eingriff in den Bestand des Objekts. Der Restaurator identifizierte die Übermalung von 1400, hielt sie allerdings für eine Farbfassung aus dem frühen 19. Jahrhundert, die er daher zur vollständigen Beseitigung empfahl. Erst als die Abnahme dieser Malschicht auch die ursprüngliche erste Farbfassung zu ruinieren drohte, wurde die Bearbeitung abgebrochen. Dem Klarenaltar haftete in der Folge für Jahrzehnte das „Odium des Zweifelhaften“ an und die Malerei fand nur noch wenig Beachtung. Den Zweiten Weltkrieg überdauerte der Altar im Kunstbunker in der Nordturmhalle.
Erst eine umfassende Restaurierungsarbeit in den Jahren 1971 bis 1982 konnte den Umfang der beiden mittelalterlichen Malschichten bestimmen und den Klarenaltar, der seit 1969 in den nördlichen Seitenschiffen des Doms im Übergang zum Querschiff aufgestellt ist, von dem Verdacht einer Fälschung befreien. Die beiden Leinwand-Türen, mit denen sich der vorkragende Mittelschrein verschließen lässt, sind seit 2007 wieder am Altar angebracht.

## Stilistische Einordnung
Der Altar stammt aus der Mitte des 14. Jahrhunderts; um 1400 wurde er teilweise, vermutlich vom Meister der heiligen Veronika übermalt. Seine Malerei gehört „zum Besten, was die deutsche Kunst jener Zeit aufzuweisen hat.“ Zusammen mit den Illuminationen von Johannes von Valkenburg und der Kölner Chorschrankenmalerei gilt der Klarenaltar als ein frühes Schlüsselwerk der Kölner Malerschule. Tatsächlich nimmt der Meister des Klarenaltars zahlreiche erkennbare Anleihen bei der Chorschrankenmalerei. Die Aufteilung der Malfläche in Maßwerkarkaden scheinen vom Dom inspiriert, was sich auch in einzelnen Maßwerkformen nachweisen lässt. Auch die Stilistik der Figurengestaltung mit einem schlauchartigen Leib in stoffreicher, aber eng anliegender Kleidung zeigt Anleihen beim Chorbild. Die im Dom nördlich der Alpen erstmals gelungene erzählerische Malweise hat der Meister des Klarenaltars für die Erzählung seiner Bilder adaptiert, die er aber – schon wegen des geringeren Raumes – auf eine kleine Figurengruppe überträgt. Schließlich sind auch die Schnitzfiguren am Klarenaltar mit ihrer schlanken, hohen Gestalt, deren Leib sich leicht vorwölbt, in die Tradition Kölnischer Bildschnitzer zu stellen, als deren Ausgangspunkt die Chorpfeilerfiguren gelten. Von einzelnen Kunsthistorikern ist daraus gefolgert worden, dass der Klarenaltar aus derselben Werkstatt stammt, die auch im Dom tätig war.
In jedem Fall ist der Klarenaltar zusammen mit dem Ursula-Altar aus der Abteikirche Marienstatt und dem Oberweseler Goldaltar zu den schönsten Beispielen hochgotischer Altäre zu rechnen.

## Beschreibung
Der Klarenaltar besteht aus einem Schreinkasten mit einem doppelten Flügelpaar. Er ist über drei Meter hoch und in geöffnetem Zustand über sechs Meter breit. Der Schreinkasten ist aus Holz gefertigt und rund 28 cm tief. Auch die Innenflügel des Altars bestehen aus Holz; die Außenflügel sind als ein mit Leinwand bespannter dünner Holzrahmen konstruiert. Vermutlich gehören diese zu den ältesten Leinwandgemälden der Gotik.
In der Mitte ist der Tabernakelschrein fest eingebaut und gliedert die Abbildungszyklen. Diese sind in einem Raster von Maßwerkarkaden strukturiert, deren Grundmaß die Zwölfzahl ist. So zeigt der Altar zwölf Heilige, zwölf Szenen aus der Kindheit Jesu und zwölf weitere aus der Passion, zwölf Apostel und zwölf Reliquien. Die Flügel erlauben drei unterschiedliche Ansichten – die Werktagsseite, die Festtagsseite und die Hochfestseite – deren zunehmend prächtige Gestaltung die Bedeutung der Hochtage unterstreichen soll. Die Werktagsseite zeigt gedämpfte Farben, bei denen dunkles Grün, Rot und – bei den abgebildeten Heiligen – eine Braunfärbung dominieren. Die Festtagsöffnung zeigt ein vollständiges christologisches Programm, das in strahlenden Farben von Gold und Rot gehalten ist. Vollständig geöffnet zeigt sich der Klarenaltar als Schnitzaltar mit eingestellten Figuren und Reliquienbüsten. Ein leuchtend goldener Farbklang soll die Nähe des Göttlichen offenbar werden lassen.
In der Ikonographie des Klarenaltars ist der Versuch erkannt worden, das Himmlische Jerusalem abzubilden. Die Absicht werde über die Kombination aller drei Schauseiten und das darin aufgehobene komplexe Bildgefüge deutlich. Ausgehend von der Eucharistie, die durch den zentralen Tabernakel manifest wird, werden die franziskanischen Ideale von Armut und Keuschheit in den Mittelpunkt gerückt. Die dargestellten heiligen Vorbilder sollten zur Nachahmung anregen und zur Nachfolge Christi ermuntern, die in der Christologie auf der Festtagsseite ausformuliert ist. Das kann schließlich – auf der Hochfestseite – zur Aufnahme in den durch die Apostel visualisierten göttlichen Hofstaat führen, was eine auch physisch ausgestaltete Nähe zu den Reliquien der heiligen Jungfrauen bereits im Diesseits vorwegnimmt. „Man kann sagen: Die himmlische Welt wird für uns Erdenkinder sichtbar.“ Wahrscheinlich haben die Stifterinnen das Bildprogramm wesentlich beeinflusst.

### Werktagsseite

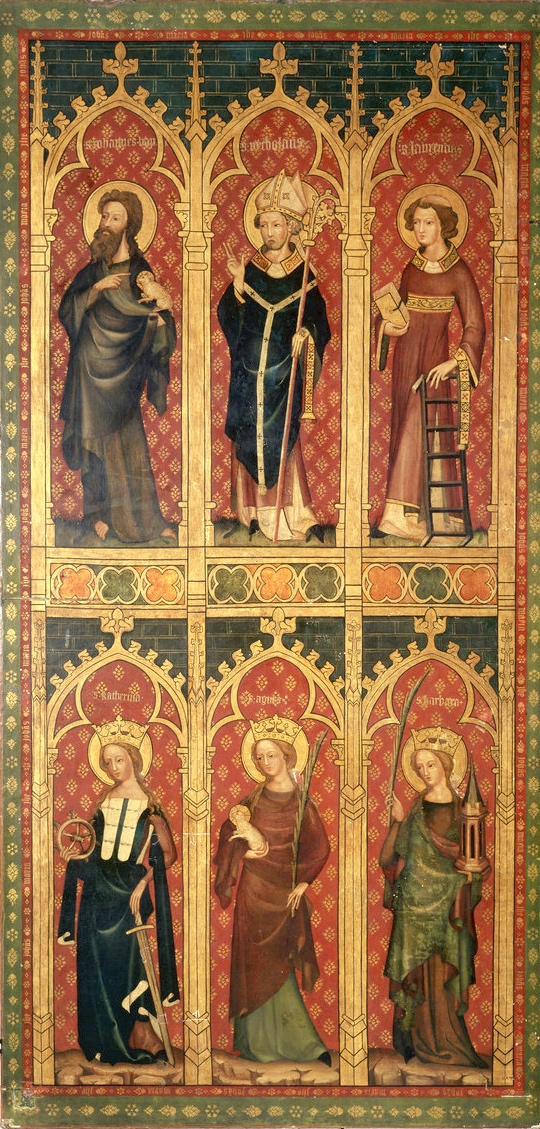
Werktags zur Rechten: Kirchenpatrone und heilige Jungfrauen

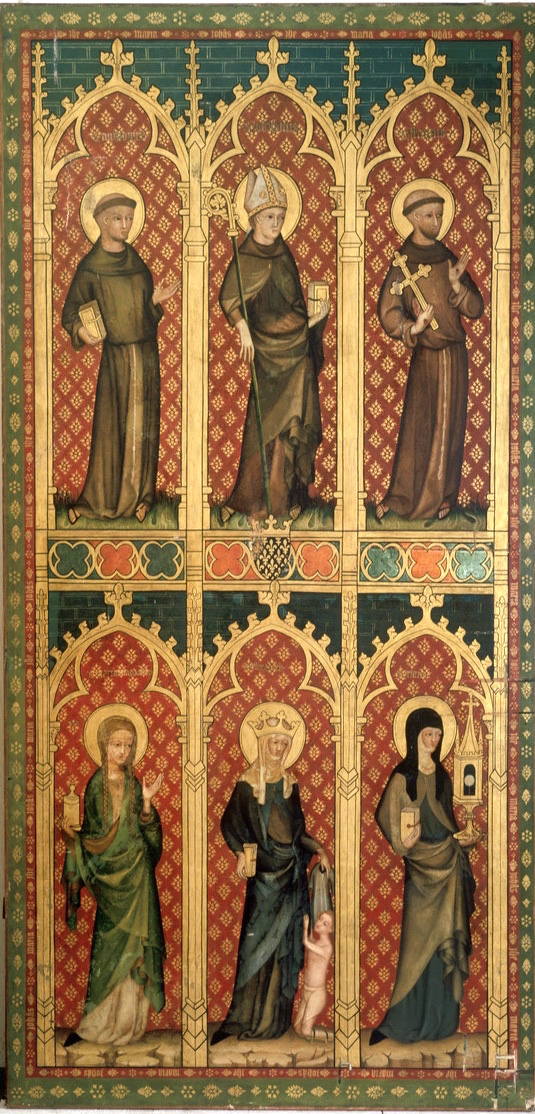
Werktags zur Linken: Franziskaner und Klarissen

In geschlossener Form zeigt der Altar die Werktagsseite. In zwölf Arkadenfeldern werden jeweils sechs männliche und weibliche Heilige dargestellt, die einen Bezug zum Franziskanerorden haben oder dessen Armutsideal verpflichtet sind. Alle Figuren stehen auf einem roten, mit stilisierten Goldblumen verzierten Hintergrund und sind der Mitte des Altars – dem Tabernakelschrein – zugewandt. Die Heiligen sind in leicht geschwungener Haltung in der schlanken Ideal-Gestalt des hochmittelalterlichen Malstils gezeigt, der heute als Internationale Gotik bezeichnet wird. Der Farbklang ist gedämpft und insgesamt brauntonig.
In der oberen Reihe sind von links nach rechts abgebildet Antonius von Padua als Gelehrter, der heiligen Ludwig von Anjou, Bischof von Toulouse, Franz von Assisi, der mit seinen Stigmata und einem Kreuz gezeigt wird, Johannes den Täufer, der das Lamm Gottes trägt, der heilige Bischof Nikolaus von Myra sowie der heilige Laurentius von Rom, der den Feuerrost seines Martyriums hält. Darunter sind abgebildet die heilige Maria Magdalena mit dem Salbungsgefäß, Elisabeth von Thüringen, die die Armen kleidet, und die heilige Clara als Gründerin des Ordens, die heilige Katharina von Alexandrien, die das Rad der Folter trägt, die heilige Agnes von Rom mit dem Lamm und schließlich die heilige Barbara von Nikomedien, die einen Turm trägt.

### Festtagsseite
Die Festtagsöffnung zeigt 24 Szenen aus dem Leben Jesu in 24 goldenen Maßwerkarkaden. Die oberen zwölf Szenen handeln von der Passion und der Auferstehung. Die unteren zwölf Szenen erzählen Begebenheiten aus Jesu Kindheit. Auf den beiden Außenflügeln, die mit Leinwand bespannt sind, sind die Arkaden aufgemalt. Auf den inneren, hölzernen Flügeln sind die Architekturformen aus flachem Stabwerk gebildet. Den Hintergrund aller Szenen bildet ein gestalteter Goldgrund, der in den inneren Feldern punziert und in den äußeren reliefhaft bemalt ist. Die Arkadenzwickel zeigen fein geschwungene ornamentale Blattranken auf abwechselnd grünem und rotem Grund. Insgesamt dominiert ein goldener Farbeindruck.

24 Szenen aus dem Leben Jesu (Festtagsseite)
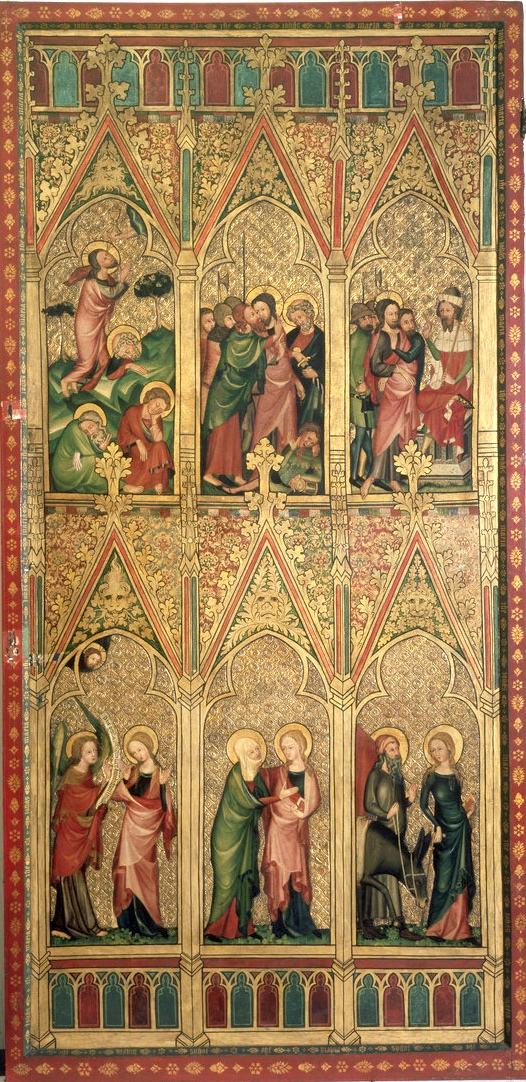
Festtags links außen
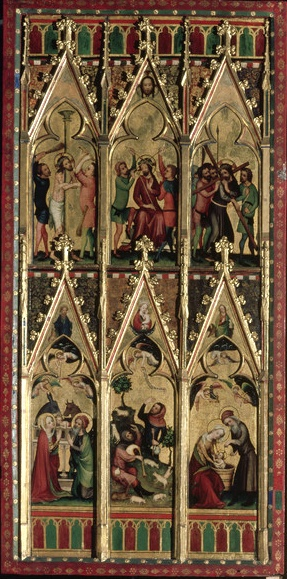
Festtags innen links
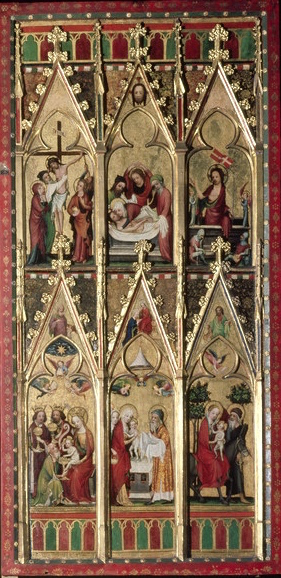
Festtags innen rechts
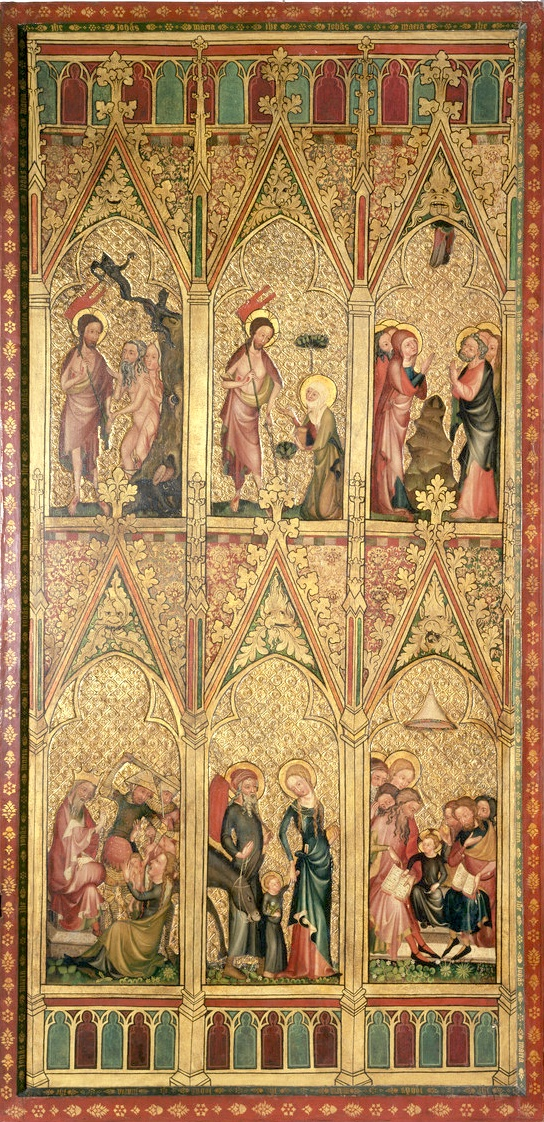
Festtags rechts außen

Die zwölf Szenen der Kindheit Jesu sind von links nach rechts zu lesen und bilden die folgenden Begebenheiten ab: Verkündigung an Maria, Heimsuchung, Weg nach Bethlehem, Anbetung des Kindes, Verkündigung an die Hirten, Maria und Josef waschen das Christuskind, Anbetung der Heiligen Drei Könige, Darbringung im Tempel, Flucht nach Ägypten, Kindermord von Bethlehem, Rückkehr aus Ägypten, der zwölfjährige Jesus im Tempel. Die zwölf darüber liegenden Szenen aus der Passion zeigen: Gebet am Ölberg, Gefangennahme Jesu, Jesus vor Pontius Pilatus, Geißelung Christi, Dornenkrönung, Kreuztragung, Kreuzabnahme, Grablegung, Auferstehung, Christus in der Vorhölle, der Auferstandene und Maria Magdalena, Himmelfahrt Christi.
Die Malereien zeigen einen sinnlichen und vor allem in den Kindheitsszenen idyllischen Stil, der beim Meister von 1350 noch stärker ausgeprägt ist als beim Meister aus dem Jahre 1400. So zeigt der Maler Josef und Maria auf dem Weg nach Bethlehem in innigem Blickkontakt; Maria indessen in gotischer Idealfigur, deren Schwangerschaft nur durch einen Stock angedeutet ist, auf den sie sich stützt. Von selten gesehener familiärer Intimität ist die Szene des Jesu-Bades und die Anbetung des Kindes, bei der das Christuskind aus der Wiege heraus seine Mutter zu küssen scheint.
Bei der heute sichtbaren Szene „Anbetung der Heiligen Drei Könige“ handelt es sich um die übermalte Fassung aus der Zeit um 1400. Durch Röntgenaufnahmen konnte auch die ursprüngliche Fassung aus der Zeit um 1350 sichtbar gemacht werden. Die szenische Anlage beider Bilder ist identisch; allerdings hatte der ältere Meister einen sinnlicheren Erzählstil. Beispielsweise ließ er das Christuskind angezogen auf dem Schoß der Mutter sitzen, die den sich zum König vorbeugenden Knaben an der Schulter festhält.

Szenen aus der Kindheit Jesu (Festtagsseite)
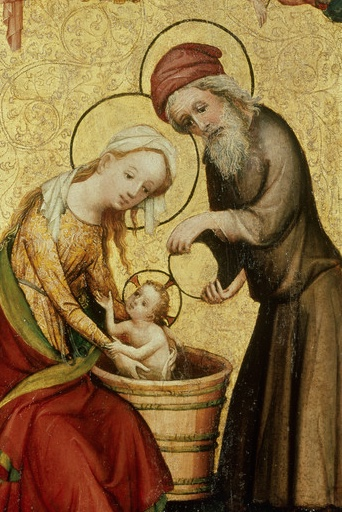
Maria und Josef waschen das Christuskind
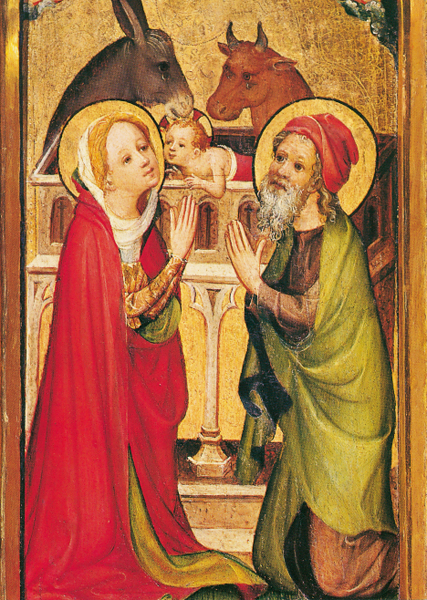
Anbetung des Kindes
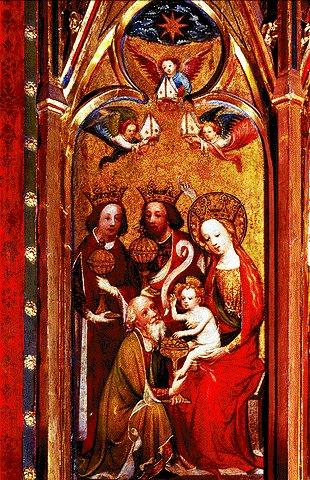
Anbetung der Heiligen Drei Könige
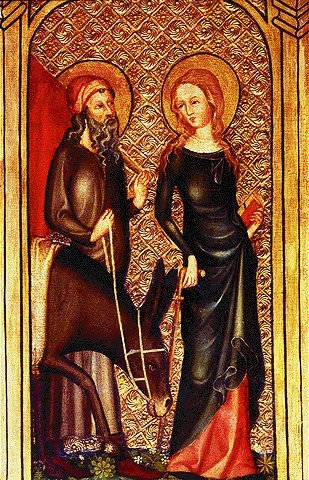
Weg nach Bethlehem
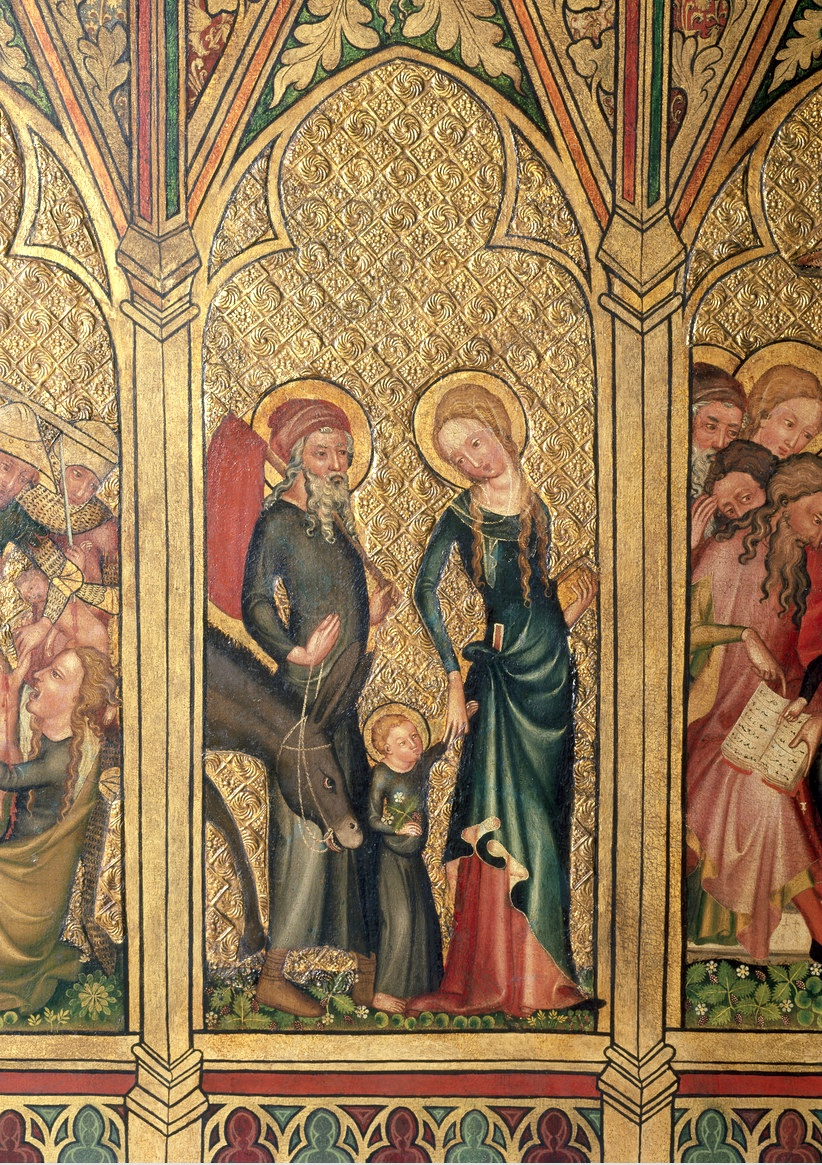
Rückkehr aus Ägypten

### Hochfestseite

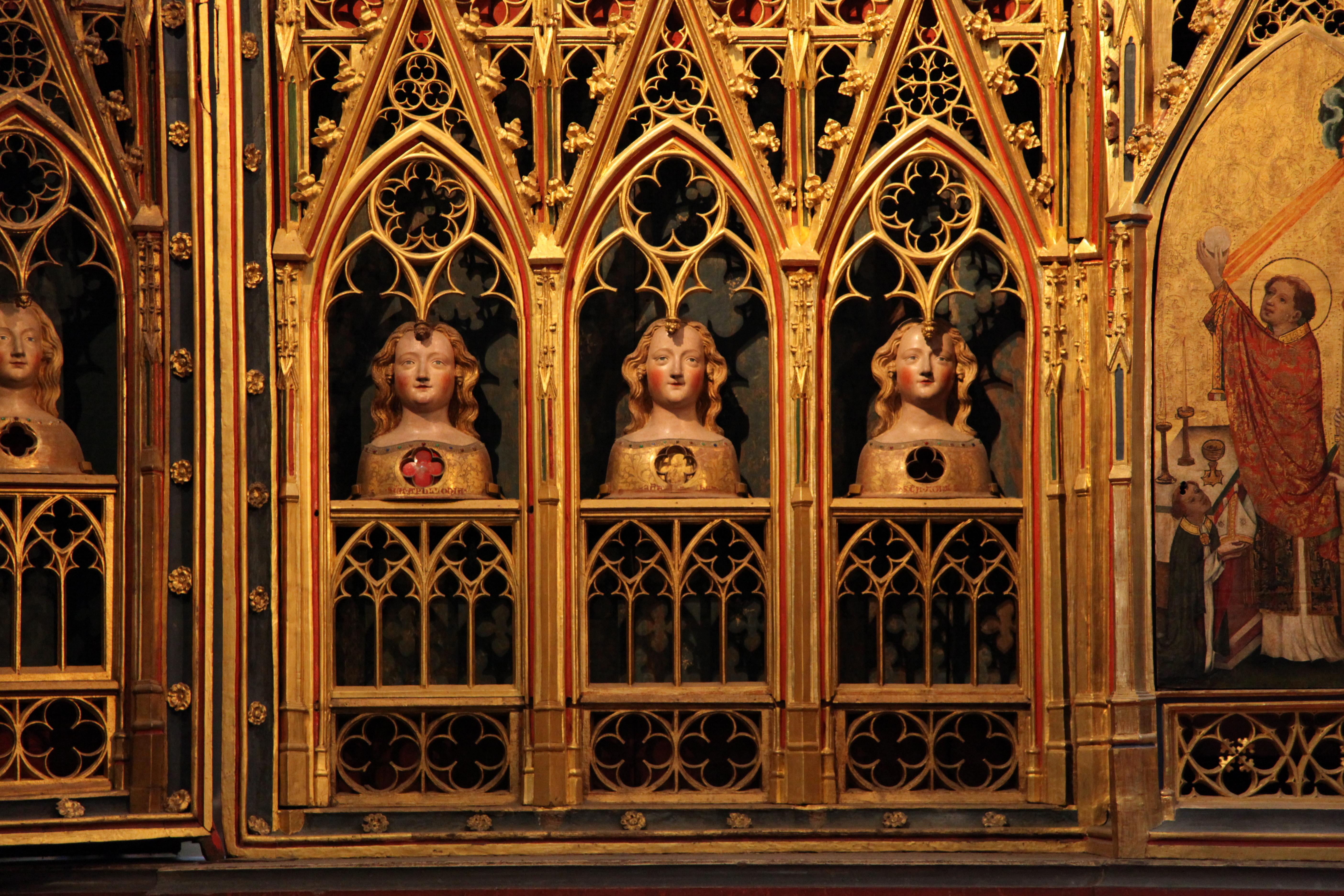
Reliquien der Gefährtinnen: drei der Jungfrauen aus dem Gefolge der heiligen Ursula

Um zu den Hochfesten den Altar bei vollständiger Öffnung möglichst glanzvoll-feierlich wirken zu lassen, hat der Künstler mehrere darstellerische Effekte kombiniert: die Abbildungen sind nicht mehr malerisch, sondern skulptural; die Architekturabbildungen sind plastisch ausgebildet und vergoldet; in den Nischen sind zwölf Reliquien in Büsten sichtbar präsentiert. Auf diese Weise sollte das Göttliche nicht nur abgebildet, sondern gewissermaßen physisch anwesend erlebt werden können.
Die Architekturrahmung mit dem geschnitzten Maßwerk ist beispielhaft für das Können der Kölner Holzbildhauer in der ersten Hälfte des 14. Jahrhunderts. In der oberen Reihe zeigt der Altar die zwölf Apostel als schlanke Figuren mit großen Köpfen. Die Gewänder sind reich gefältelt und golden gefasst. In den unteren Nischen sind zwölf Büsten von weiblichen Heiligen eingestellt, die in kreisförmigen Öffnungen die Reliquien von zwölf jungfräulichen Gefährtinnen der heiligen Ursula enthalten. Einige der Büsten sind mit Namen gekennzeichnet, die teilweise die ersten Äbtissinnen des Klosters bezeichnen.

### Mittelschrein

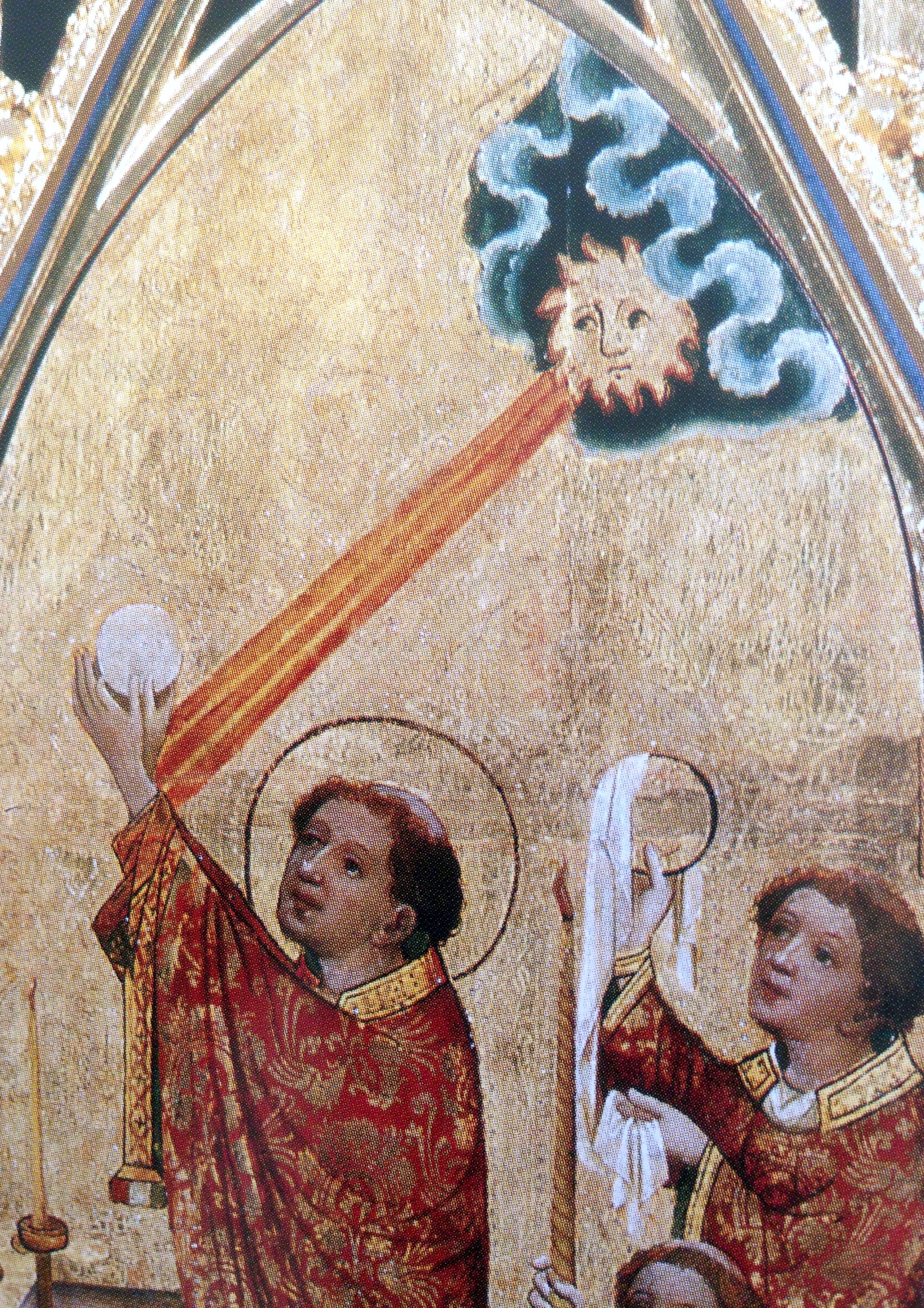
Martinsmesse

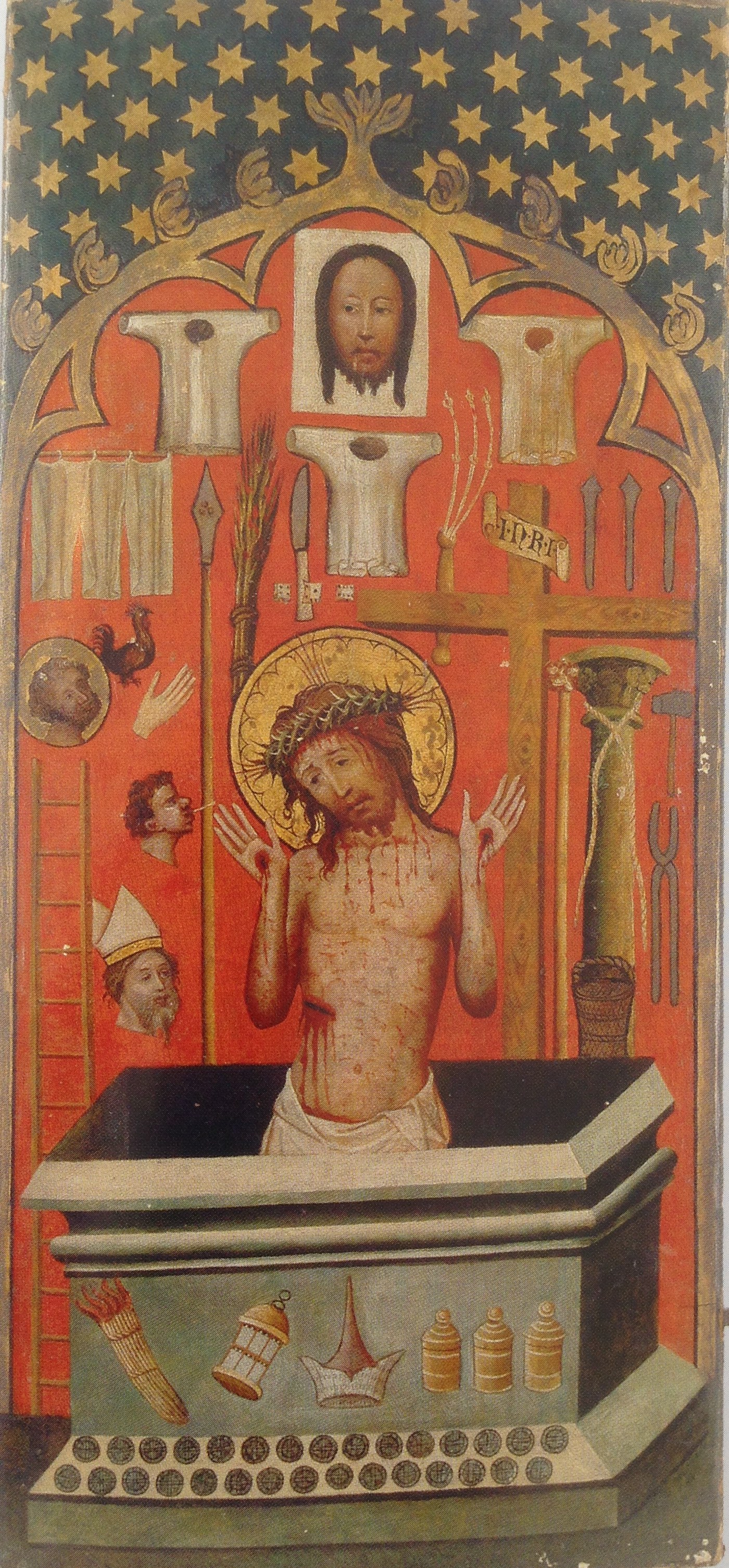
Schmerzensmann

In der Mitte des Altars befindet sich der Mittelschrein mit dem Tabernakel. Dieser unterbricht die Bildzyklen und kragt etwas vor. Das Tabernakelgehäuse ist in der unteren Hälfte mit einem Gemälde der sogenannten Martinsmesse geschmückt, das damit einen Hinweis auf die eucharistische Funktion des Schreines gibt. In der oberen Hälfte befindet sich eine offene Nische mit einer Maßwerkarkade. Möglicherweise wurden in der Nische im Mittelalter unterschiedliche Figuren – Salvator, Muttergottes, Kruzifix – eingestellt, die einen Bezug zu den Ansichtsseiten hatten; heute ist eine Figur des Weltenrichters aus dem 19. Jahrhundert eingefügt. 2007 sind auch die beiden Türen wieder am Altar angebracht worden, mit denen der Mittelschrein verschlossen werden kann. Sie zeigen einen Schmerzensmann und eine Kreuzigung.
Die Tür des Tabernakelgehäuses stellt die sogenannte Martinsmesse dar. Die selten visualisierte Legende berichtet, dass Martin auf dem Weg zur Messe einem armen Mann ohne Bekleidung begegnet sei. Martin habe ihm seine Kleider überlassen und stattdessen ein kurzfristig herbeigebrachtes Gewand übergeworfen, das ihm aber zu kurz gewesen sei. Während der Wandlung, als Martin die Hostie erhoben und wegen der zu kurzen Ärmel nackte Arme gezeigt habe, habe die Versammlung der Gläubigen einen Feuerball erkennen können, der den göttlichen Segen symbolisierte. Martin sei in diesem Moment auf wundersame Weise richtig gekleidet und sogar mit goldenen Armbändern geschmückt worden. Die Abbildung zeigt den Moment, in dem der Heilige bei der Elevation der Hostie den Segen des göttlichen Feuers erhält.
Die beiden Leinwandtüren, die den Mittelschrein verschließen können, sind seit 2007 wieder am Altar angebracht. Die obere Tür zeigt einen Schmerzensmann, der in einem halb geöffneten Sarkophag steht. Umgeben ist er von den Arma Christi, den Leidenswerkzeugen. Diese auf Papst Gregor I. zurückgehende Darstellung (gregorianischer Schmerzensmann) war seit dem 13. Jahrhundert als Andachtsbild weit verbreitet. Die untere Abbildung zeigt die Kreuzigung Christi.

### Rückseite

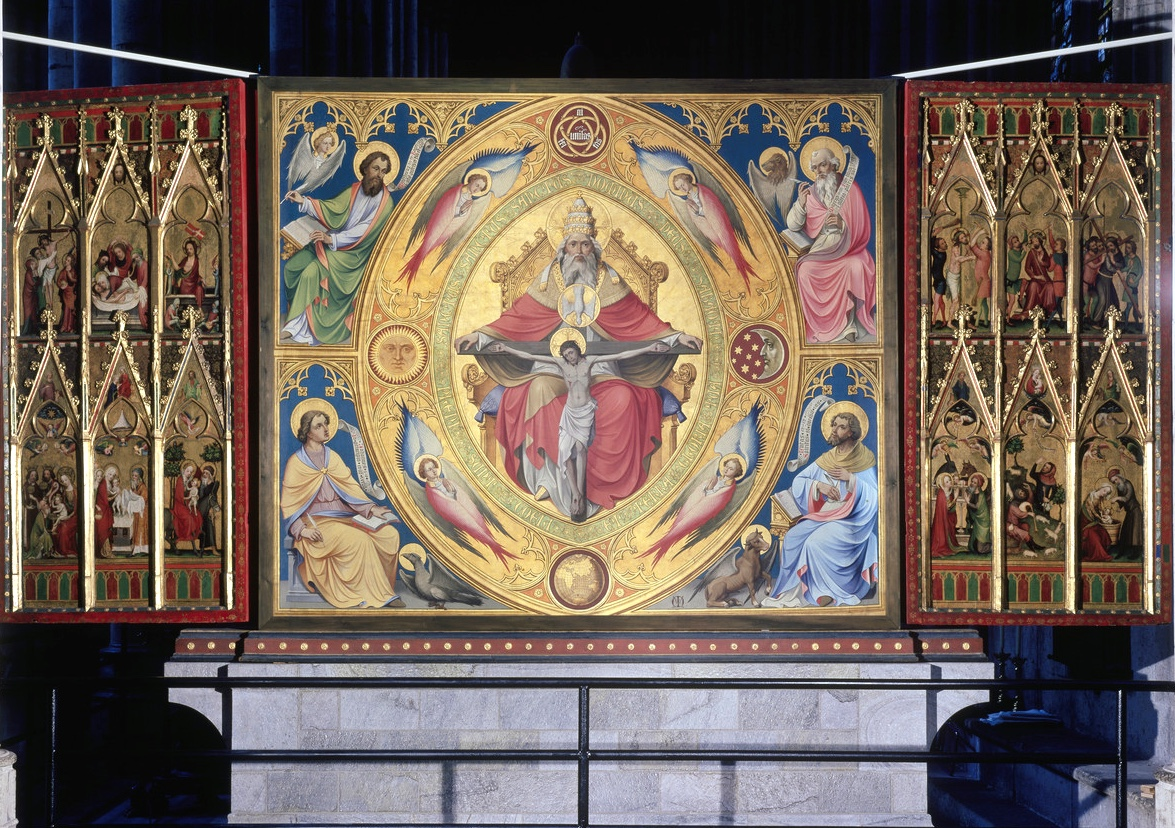
Neugotik: Rückseite mit göttlicher Dreifaltigkeit

Kurz nach 1900 wurde entschieden, den Hochaltar im Dom von seinem Barockaufbau zu befreien und in den mittelalterlichen Zustand zurückzuversetzen. Im Zuge dieser Umgestaltung wurde der Klarenaltar hinter dem Hochaltar aufgestellt, so dass er erstmals frei im Raum stand. Mit der Gestaltung der Rückseite wurde 1905 der neugotische Künstler Friedrich Wilhelm Mengelberg beauftragt, der damit eines der jüngsten Werke der Neugotik im Dom schuf. Das Gemälde zeigt in einer mandelförmigen Rahmung die göttliche Dreifaltigkeit. Diese ist von vier Seraphim umgeben. In den vier Zwickeln hat Mengelberg die vier Evangelisten abgebildet.

## Datierung

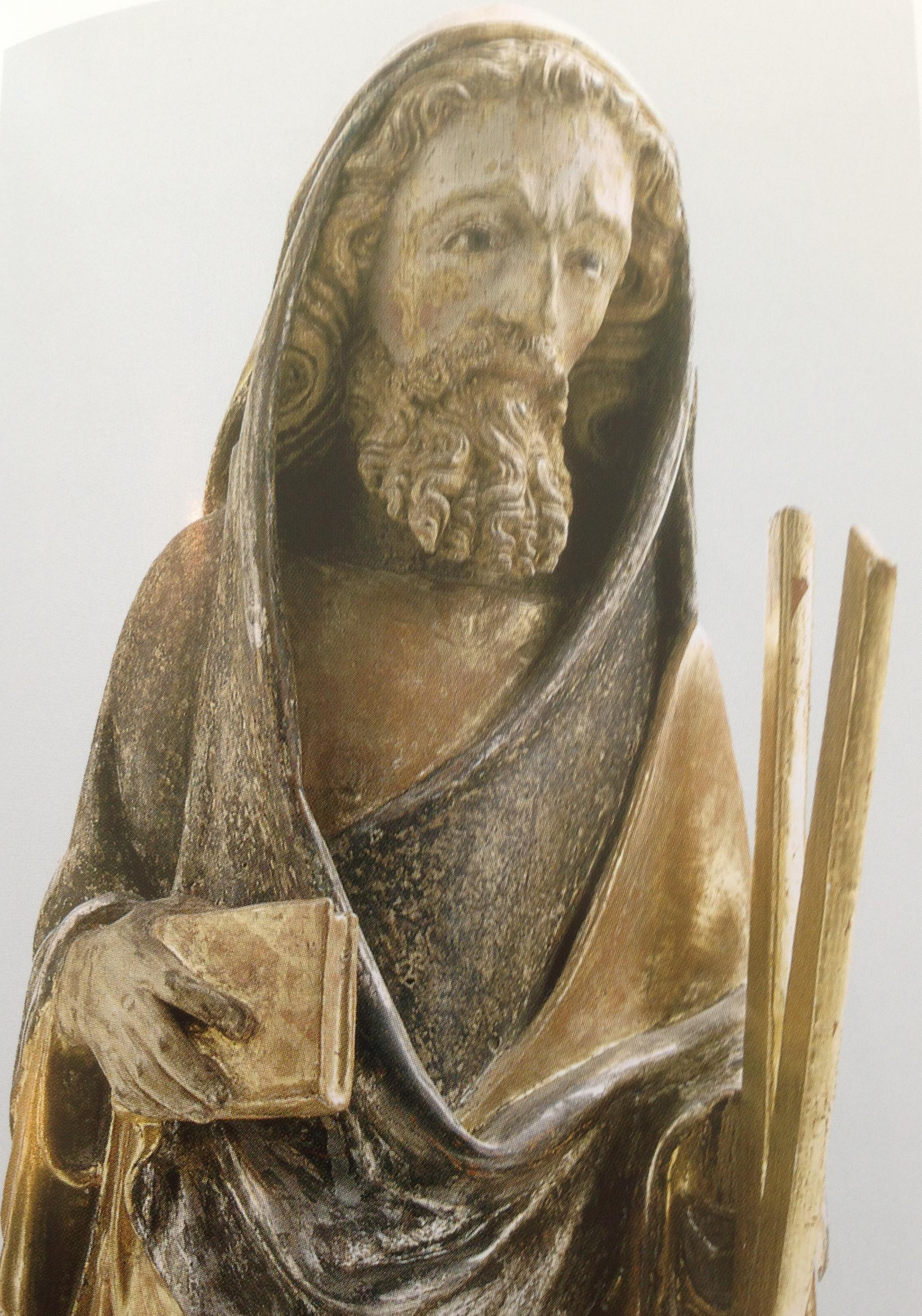
Hochfest: Apostel Andreas

Wegen der Übermalung des Altars in der Zeit um 1400 erwies sich die Datierung der Erstfassung als schwierig. Eine dendrochronologische Untersuchung im Jahr 1991 hat als Entstehungszeit die Jahre nach 1341 ergeben. Vermutlich war der Altar also zur Weihe der Klosterkirche 1347 bereits auf der Nonnenempore aufgestellt.
Die beiden Meister der Malereien konnten erst im Zuge der umfangreichen, zwischen 1971 und 1982 erfolgten Restaurierung unterschieden werden. Die Altarbilder sind ursprünglich zwischen 1340 und 1360 geschaffen und dann um 1400 aus uns heute unbekanntem Grund übermalt worden. Beide Meister verwendeten den jeweiligen gotischen Malstil ihrer Zeit. Die Bearbeitung um 1400 erhielt die ursprüngliche Ikonographie und auch die grundsätzliche Bildkomposition. Allerdings ist sie in ihrem Farbauftrag bunter und zeigt mehr Details und gemäß dem Stil ihrer Zeit auch einen anderen Faltenwurf der Kleidung. Die Vergoldung und alle Goldhintergründe sind Werke des ersten Meisters. Er fasste auch die Apostelfiguren, deren Gesichter allerdings vom zweiten Meister übermalt worden sind. Die Innenseiten der Außenflügel zeigen die Schöpfungen des ersten Meisters. Die Innenflügel sind ein Werk des zweiten Meisters aus der Zeit um 1400.
Von den Figuren der zwölf Apostel stammen sieben aus dem Mittelalter; zwei von ihnen befinden sich im Original im Museum Schnütgen und wurden durch Kopien ersetzt. Fünf Figuren wurden im Jahr 1881 von Christoph Stephan im Zuge der damaligen Restaurierung ergänzt. Von den Reliquienbüsten für das Gefolge der Ursula sind elf aus dem Mittelalter überliefert; eine davon konnte Domarchivar Rolf Lauer erst 2005 in Caracas wiederentdecken. Eine Reliquienbüste auf der linken Seite wurde im 19. Jahrhundert neu geschaffen.